# Knjižnični katalog
Knjižnični katalog je popis zaloge določene knjižnice. V njem se nahajajo podatki o knjižničnem gradivu in podatki o lokaciji gradiva. Prek teh podatkov uporabnik izve, kaj knjižnica hrani in kje se to v knjižnici nahaja. 

### Definicija
Knjižnični katalog je urejen popis gradiva, ki se nahaja v eni ali več knjižnicah (Verona, 1971). Tak popis lahko obsega različno knjižnično gradivo: monografske in serijske publikacije, avdiovizualno gradivo (glasbeni posnetki in filmi), računalniške datoteke, itd. Treba pa ga je izdelati na osnovi določenih pravil. 
Po mnenju mnogih avtorjev je knjižnični katalog zelo pomemben, ker omogoča dostop do knjižničnega gradiva. Katalog  je posrednik med gradivom in uporabniki (Verona, 1971; Lancaster, 1977). Knjižnične kataloge uporabljajo obiskovalci knjižnice in knjižnično osebje. Obiskovalci lahko ugotovijo, kaj knjižnica ima in česa nima. Knjižničnemu osebju pa katalogi služijo kot pripomoček za sistematično dopolnjevanje knjižnične zbirke in za dajanje informacij. Osnovna enota kataloga  je kataložni vpis, ki obsega podatke o določenem dokumentu ali skupini dokumentov. Kataložni vpis  je sestavljen iz značnice, bibliografskega in vsebinskega opisa ter nekaterih dopolnilnih informacij. Pripravi ga katalogizator v skladu s pravilnikom za katalogizacijo.
Knjižnični katalog je sestavljen iz skupka zapisov, ki zagotavljajo podatke o posameznih delih iz zbirke ali o samih zbirkah. Podatki vsakega zapisa vsebujejo vsaj bibliografski opis (identifikacija publikacije, fizične karakteristike) in ISBN. Skoraj vsi knjižnični katalogi so prosto dostopne podatkovne baze. To pomeni, da nudijo več načinov iskanja določenega zapisa: po avtorju, naslovu, vsebini in drugih karakteristikah. V listkovnem katalogu je po navadi več listkov za isto publikacijo, vsak je razvrščen po podatku, ki predstavlja določeno vstopno točko (npr. avtor, naslov). Ta način pridobivanja informacij o publikacijah omogočajo uporabniku lociranje določenih publikacij ali izbor relevantnih virov za specifične namene.

### Kratka zgodovina
Tehnike za bibliografsko kontrolo so skozi leta napredovale. Prvi koraki v izboljšavi dostopa do knjig so bili podrobnejša naslovna stran ter kazala. Ko je bilo še število knjig majhno, je knjižničar ali uporabnik lahko sam poiskal knjige. Seznam knjig je bil uporaben le za namene inventure, ko pa je zbirka knjig narasla je bil ta seznam uporaben tudi pri iskanju  del. Velike knjižnice, ki so imele več tisoč zvitkov kot je bila na primer Aleksandrijska, so morale imeti seznama za iskanje, a je edini znani primerek takšnega seznama ta, s podatki zbirk knjig na pergamentih, ki je bil graviran na zidove Hiše papirusa pri templju Edfuja v Egiptu.
Anton Roschmann, bibliotekar prve javne knjižnice, ki jo je ustanovila leta 1745 cesarica Marija Terezija, je dobil uradna navodila, kako katalogizirati in shranjevati knjige. Prva bolj kompleksna navodila za univerzitetne knjižnice cesarstva so bila izdana 1778 izdana v obliki bibliotečne instrukcije.
Benediktinski menih in knjižničar v bavarski dvorni knjižnici, Martin Schrettinger, je bil najpomembnejši bibliotekarski teoretik. Na njega se je sklicevala instrukcija iz leta 1825. V svojem delu delu Versuch eines vollständigen Lehrbuchs der Bibliothek-Wissenschaft je definiral bibliotekarstvo kot znanost. Namen bibliotečne znanosti je bil zagotoviti oziroma priskrbeti ustrezne postopke s katero bi čim hitreje našli ustrezno knjigo. Študijska dvorna komisija, upravni organ, ki je leta 1825 izdal začasno bibliotečno instrukcijo, je vse od ustanovite  skrbel in usmerjal razvoj knjižnic. Komisija je izdala vrsto predpisov, ki so sklicujoč se na sodobno bibliotekarsko literaturo obravnavali vsebino knjižničnih zbirk in načine njihove izgradnje, določali so  katalogizacijska pravila, vrste katalogov in način njihovega oblikovanja ter način postavitve zbirke oziroma evidentiranje lokacij gradiva. Katalogi po tej instrukciji so bili razdeljeni na glavne in stranske. Med glavne, obvezne, kataloge so sodili osnovni splošni abecedno imenski katalog in splošni znanstveni katalog. Med stranskimi katalogi je bil splošni stvarni katalog, ki ga je knjižnica lahko nadomestila tudi s splošnim stvarnim kazalom. Da bi biliotekar lahko izdelal dobre kataloge, je bilo najprej potrebno popisati vsa dela v knjižnici (vsako na svoj kataložni list). Tako je nastal osnovni katalog v listkovni obliki.

## Vrste katalogov
Eno izmed osnovnih katalogizacijskih načel je popis enote, ki jo katalogizator drži v rokah, uporabnik pa jo kasneje prebere. Katalogizator prepisuje podatke o avtorju, naslovu, založniku, letu izida itd. iz enote. Knjižnični katalog je zelo pomemben, ker omogoča dostop do knjižničnega gradiva, je posrednik med gradivom in uporabniki.
Poznamo več vrst katalogov, ki jih delimo po različnih kriterijih:
- glede na ureditev
- glede na zvrst zajetega gradiva
- glede na namembnost
- glede na popolnost
- glede na zunanjo obliko

#### Vrste katalogov glede na ureditev
Listkovni katalogi so se razlikovali glede na ureditev:
- formalni katalogi (katalogi, urejeni po podatkih, ki ne opisujejo vsebine publikacije, dokumenta)
  - abecedni imenski katalog (AIK) - katalog, urejen po abecedi značnice
  - naslovni katalog - katalog, urejen po abecedi stvarnih naslovov publikacij
- stvarni katalogi (vpisi so urejeni glede na vsebino publikacij, glede na obravnavano tematiko)
  - abecedni stvarni katalog (ASK) - stvarni katalog, urejen po abecedi predmetnih oznak (abecedni geselski/predmetni katalog)
  - sistematski katalog (UDK) - stvarni katalog, urejen po določenem klasifikacijskem sistemu
  - tematski katalog - abecedni stvarni katalog za leposlovje (vpisi so urejeni po abecedi gesel, ki izražajo tematiko)
- križni katalogi (v eno abecedno zaporedje združena dva ali več abecednih katalogov, najpogosteje imenski, stvarni in naslovni katalog)

#### Vrste katalogov glede na zvrst zajetega gradiva
- glavni katalog (zajeto konvencionalno gradivo)
- posebni katalogi (zajeto posebno gradivo: rokopisi, zemljevidi, plakati, muzikalije, članki,…)

#### Vrste katalogov glede na namembnost
- javni katalogi (katalogi, namenjeni uporabnikom knjižnice)
- interni/matični katalogi (katalogi, namenjeni knjižničarjem)

#### Vrste katalogov glede na popolnost
- popolni katalogi (vključeno vse gradivo, ki ga ima knjižnica)
- izbirni katalogi (vključen le del zaloge knjižnice)

#### Vrste katalogov glede na zunanjo obliko
- klasični katalogi
  - knjižni katalogi (katalog v obliki knjige)
  - listkovni katalogi (zahteva nekoliko več podatkov, da dobimo želeno knjigo; v njem najdemo večino gradiva, ki je izšlo pred letom 1991 in še ni računalniško obdelano)
- katalogi v mikro obliki
  - mikrofiši
  - mikrofilmi (velja za enega najzanesljivejših oblik hrambe informacij; v primerjavi s papirjem je primernejši za uporabo tudi zaradi racionalizacije in varnosti arhivskih prostorov)
- računalniški katalogi
  - Online (namenjen predvsem pregledovanju knjižnične zaloge in iskanju gradiva)
    - vzajemni katalog (kooperativni katalog, ki omogoča tudi prevzemanje in uporabo zapisov drugih knjižnic)

  - kompaktni disk

## Funkcije knjižničnega kataloga
Katalog mora biti praktično in učinkovito orodje, ki uporabniku omogoča, da:
- najde bibliografske vire v zbirki s pomočjo iskanja prek atributov posameznih virov ali odnosov med njimi;
  - najde posamezni vir
  - najde skupino virov.
- identificira bibliografski vir ali dejavnik (ugotovi ali opisana entiteta ustreza tistemu, kar išče ali pa ugotovi razliko med entitetami s podobnimi lastnostmi).
- izbere bibliografski vir, ki ga potrebuje (izbere vir, ki ustreza njegovim potrebam ali izloči vire, ki so neustrezni).
- pridobi opisano enoto ali prejme dostop do nje (dobi informacijo o tem ali je mogoče enoto kupiti, sposoditi, dostopati do nje preko elektronskih virov... ali pa pridobi bibliografske podatke oziroma prejme dosto do njih).
- se giblje znotraj samega kataloga in izven (s pomočjo logične razporeditve bibliografski in normativnih podatkov).

## Vstopne točke
Vstopna točka je ime, pojem, kodiran podatek itn., s pomočjo katerega iščemo bibliografske ali normativne podatke in jih identificiramo. To so skratka vse besede ali števila, s katerimi iščemo v knjižničnih katalogih. Nekatere vstopne točke so kontrolirane, da najdemo vse gradivo o isti zadevi pod to vstopno točko. France Bevk je npr. pisal pod več psevdonimi. Vsi njegovi psevdonimi in pravo ime so v Cobibu združeni tako, da najdemo vsa dela Franceta Bevka ne glede na obliko imena, ki jo je uporabil pri konkretnem delu. Če bomo npr. iskali z imenom Pavle Sedmak (eden od psevdonimov Franceta Bevka), bomo našli vsa dela Franceta Bevka.
Zagotoviti moramo kontrolirane vstopne točke za normativne in variantne oblike imen entitet, kot so osebe, rodbine, korporacije, dela, izrazne oblike, pojavne oblike, enote, pojmi, predmeti, dogodki in kraji. Kontrolirane vstopne točke zagotavljajo doslednost, ki je potrebna za povezovanje bibliografskih zapisov za med seboj povezane vire. Izdelati moramo normativne zapise, s katerimi kontroliramo normativne oblike imen, variantne oblike imena in označevalce, ki jih uporabljamo kot vstopne točke.
Zagotovimo lahko nekontrolirane vstopne točke v obliki bibliografskih podatkov za imena, naslove (npr. stvarni naslov, prevzet s pojavne oblike), kode, ključne besede itn., ki v normativnih zapisih niso kontrolirani.

### Izbira vstopnih točk
Vstopne točke za bibliografski zapis vključujejo normativne vstopne točke za dela in izrazne oblike (kontrolirane), utelešene v viru, naslov pojavne oblike (običajno nekontroliran) in normativne vstopne točke za ustvarjalce del. Mednarodno sprejeti standard, ki velja za knjižničarstvo, je Mednarodni standardni bibliografski opis.
Korporacija kot ustvarjalec: Korporacija velja za ustvarjalca tistih del, ki izražajo kolektivno misel ali delovanje korporacije, in kadar besedilo naslova, skupaj z naravo dela, jasno kaže na to, da je korporacija kolektivno odgovorna za vsebino dela. To velja tudi, če je kot avtor naveden posameznik v vlogi uradnika ali uslužbenca korporacije.
Dodatne vstopne točke za bibliografske zapise moramo zagotoviti za normativne vstopne točke za osebe, rodbine, korporacije in predmete, za katere menimo, da so potrebne za najdenje in identifikacijo opisanega bibliografskega vira.
Vstopne točke za normativni zapis vključujejo tako normativne oblike imena entitete kot tudi variantne oblike imena.

### Normativne vstopne točke
Normativno vstopno točko za ime entitete moramo zabeležiti v normativnem zapisu skupaj z označevalci entitete in variantnimi oblikami imena. Normativno vstopno točko bomo morda potrebovali kot privzeto obliko prikaza.
Normativne vstopne točke moramo izdelati v skladu s standardom.

#### Jezik in pisava normativnih vstopnih točk
Kadar so imena zapisana v različnih jezikih in/ali pisavah, za normativno vstopno točko za ime izberemo podatke, ki jih najdemo na pojavnih oblikah dela v izvirnem jeziku in pisavi.
Če tega jezika in pisave v katalogu običajno ne uporabljamo, lahko normativna vstopna točka temelji na oblikah, ki jih najdemo na pojavnih oblikah ali v referenčnih virih v enem od jezikov in pisav, ki najbolj ustrezajo uporabnikom kataloga.
Omogočiti je treba dostop do oblike v izvirnem jeziku in pisavi, kadar je to možno, s kontrolirano vstopno točko, bodisi z normativno obliko imena bodisi z variantno obliko imena.
Pri transliteraciji je treba upoštevati mednarodni standard za transkripcijo.

#### Izbira normativne vstopne točke
Ime, izbrano za normativno vstopno točko za entiteto, mora temeljiti na imenu, ki entiteto nedvoumno identificira, bodisi da je to oblika imena, ki jo najpogosteje najdemo na pojavnih oblikah, bodisi splošno sprejeto ime, znano uporabnikom kataloga (npr. "konvencionalno ime"), ki ga najdemo v referenčnih virih.
Izbira normativne vstopne točke za osebo, rodbino, korporacijo Če oseba, rodbina ali korporacija uporablja različna imena ali različne oblike imen, eno ime ali eno obliko imena za vsako
posamezno identiteto izberemo kot osnovo za normativno vstopno točko.
Kadar na pojavnih oblikah in/ali v referenčnih virih najdemo različne oblike imena in te različice ne temeljijo na različnih prikazih istega imena (npr. polne ali skrajšane oblike), izberemo splošno znano (ali »konvencionalno«) ime, kjer je to navedeno, in ne uradno ime, ali uradno ime, kjer splošno znano ali konvencionalno ime ni navedeno.
Če je korporacija v različnih obdobjih uporabljala različna imena, pri katerih ne gre le za nepomembne različice imena, vsaka entiteta, ki jo identificira pomembna sprememba imena, velja za novo entiteto. Ustrezne normativne podatke za vsako entiteto moramo povezati, običajno to storimo s povezovanjem prejšnjih in kasnejših normativnih oblik imen korporacije.
Izbira normativne vstopne točke za delo in izrazno obliko Kadar ima delo več naslovov, enega izmed njih izberemo kot osnovo za normativno vstopno točko za delo oziroma izrazno obliko.

#### Oblika imena za normativno vstopno točko
Oblika osebnega imena 
Kadar osebno ime sestoji iz več besed, izbira prve besede za normativno vstopno točko sledi pravilom države in jezika, ki sta najtesneje povezana s to osebo, in zaporedju, kakršnega najdemo na pojavnih oblikah ali v referenčnih virih.
 Oblika rodbinskega imena 
Kadar rodbinsko ime sestoji iz več besed, izbira prve besede za normativno vstopno točko sledi pravilom države in jezika, ki sta najtesneje povezana z rodbino, in zaporedju, kakršnega najdemo na pojavnih oblikah ali v referenčnih virih.
 Oblika imena korporacij 
Pri navajanju normativne vstopne točke za korporacijo uporabimo ime v takem vrstnem redu, kot ga najdemo v pojavni obliki ali v referenčnih virih, razen v naslednjih primerih:
- pri političnoteritorialnih enotah mora normativna vstopna točka vsebovati sedanjo obliko imena ozemlja v jeziku in pisavi, ki najbolj ustrezata potrebam uporabnikov kataloga;
- kadar ime korporacije samo po sebi izraža podrejenost ali podrejeno vlogo ali pa ne zadostuje za identifikacijo podrejenega telesa, se normativna vstopna točka začne z imenom nadrejenega telesa.

 Oblika imena del oziroma izraznih oblik 
Normativna vstopna točka za delo, izrazno obliko, pojavno obliko in enoto je lahko bodisi samostojni naslov bodisi kombinacija naslova in normativne vstopne točke za ustvarjalca (ustvarjalce) dela.
 Razlikovanje med imeni 
Če je potrebno, za razlikovanje med entiteto in drugimi entitetami z istim imenom v normativno vstopno točko za entiteto vključimo druge identifikacijske oznake. Če je ustrezno, lahko iste identifikacijske oznake vključimo v variantne oblike imena.
 Variantna imena in variantne oblike imena 
Kadar za normativno vstopno točko izberemo ime, so za kontroliran dostop potrebna tudi variantna imena in variantne oblike imena.

### Zgledi katalogov
- COBIB Arhivirano 2013-06-08 na Wayback Machine.
- Katalog Narodne in univerzitetne knjižnice Ljubljana za obdobje 1774 - 1947
- Katalog knjižnice Narodnega muzeja Slovenije za obdobje 1821 - 1945 Arhivirano 2015-02-15 na Wayback Machine.
- Worldcat
- Skupni katalog hrvaških knjižnic CROLIST